# Heinrich Ignaz Franz von Biber

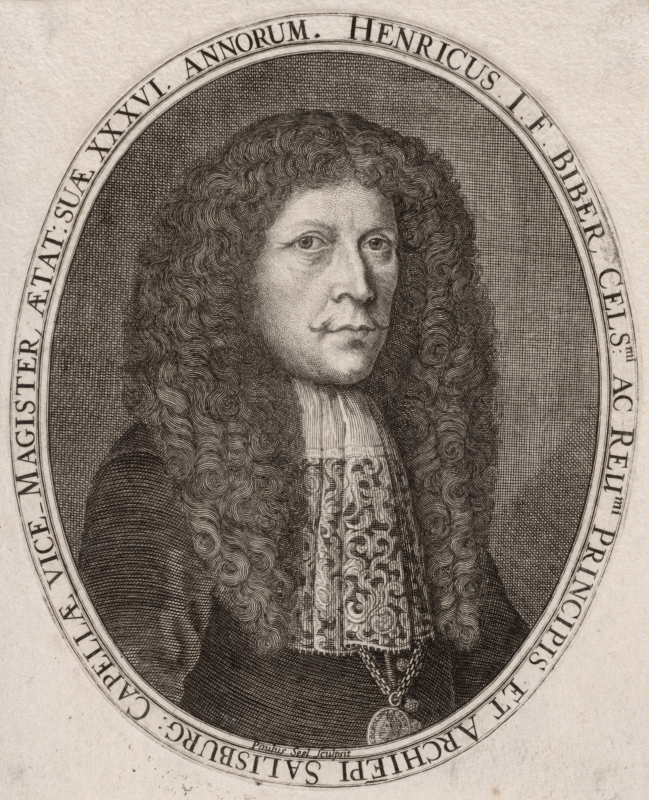
Retrato do compositor.
Gravura de Paulus Seel, 1681

Heinrich Ignaz Franz von Biber (Wartenberg, Boêmia, atual Stráž pod Ralskem, República Checa,  12 de agosto de 1644 – 3 de maio de 1704) foi um compositor e violinista virtuoso do período barroco. 
Pouco se sabe de sua educação, além de que pode ter estudado num colégio jesuíta em Opava,  na Boêmia, e que possivelmente recebeu alguma educação musical  de um organista local.  Antes de 1668,  Biber trabalhou na corte do   Príncipe  Johann Seyfried von Eggenberg, em Graz, e depois foi empregado pelo príncipe-bispo de  Olomouc,  Karl II von Liechtenstein-Kastelkorn , em Kroměříž. Aparentemente  Biber tinha boa reputação, e suas habilidades no violino eram altamente apreciadas .
No verão de  1670 Karl II  enviou Biber a Absam, perto de Innsbruck,  para adquirir novos violinos, feitos pelo luthier  Jacob Stainer,  para a Kapelle,  porém Biber nunca retornou e, em vez disso, começou a trabalhar para o Arcebispo de Salzburg], Maximilian Gandolph von Kuenburg. Como Karl e Maximilian eram amigos, o antigo empregador não tomou nenhuma atitude. Biber permaneceu em Salzburg pelo resto de sua vida.
Em 1684, foi nomeado Kapellmeister (mestre de capela) em Salzburg. Sua vasta produção musical foi recuperada e é interpretada até hoje. Biber serviu à nobreza com afinco, provavelmente sem participar de turnês por outros países. Foi inovador, trazendo para o repertório de violinos, inovações técnicas e estéticas. São relevantes  as    pitorescas e virtuosísticas Sonatas de Biber, com destaque para a Mystery (Rosary) Sonatas,  que inclui novas técnicas e tonalidades incomuns.
Heinrich Ignaz Franz von Biber  é pai de Carl Heinrich Biber.

## Composições

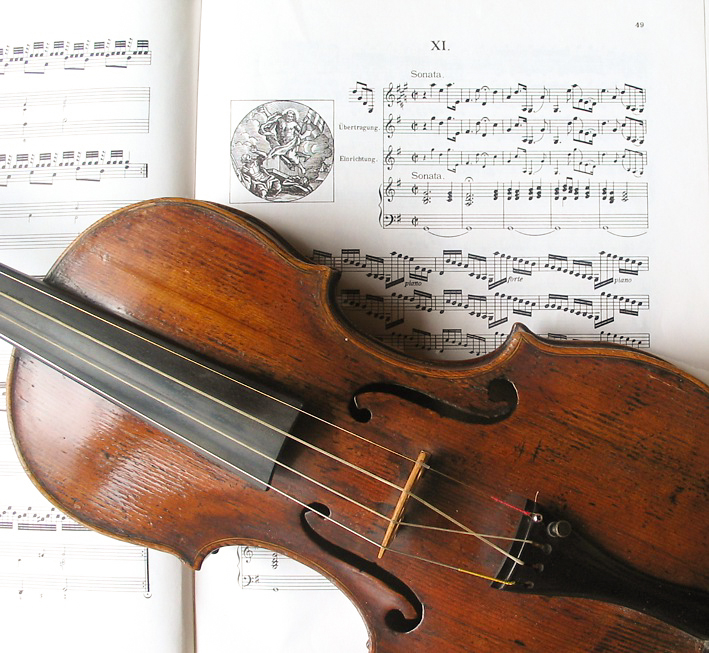
"Reconfiguração simbólica" do violino para a sonata Ressurreição

### Instrumental
- Sonata a 3 (para 2 violinos e trombone) (Questionável atribuição a Biber no início da carreira como compositor novato)
- Sonata para 6 trompetes, tímpanos e órgão (1668)
- Sonata representativa (para violino e continuo) (1669)
- Sonata La battalia (para 3 violinos, 4 violas, 2 violone, e contínuo) (1673)
- Sonatas Rosário (para violino in scordatura e baixo contínuo e a passacaglia para violino solo) (também conhecida como Sonatas Mistério) (1676)
- Sonatae tam aris quam aulis servientes (12 sonatas para 5-8 instrumentos [trompetes, cordas, e contínuo] em diversas combinações) (1676)
- Mensa sonora (6 suites para violino, duas violas, e contínuo) (1680)
- Sonatae violino solo (8 sonatas para violino e contínuo) (1681)
- Fidicinium sacroprofanum (12 sonatas para 1 ou 2 violinos, 2 violas, e contínuo) (1683)
- Harmonia artificioso-ariosa: diversi mode accordata (7 partitas para 1 ou 2 violinos, 2 violas, 2 violas d'amore, e baixo contínuo em diversas combinações) (1696)

### Vocal
- Missa Christi resurgentis (c.1674)
- Missa Salisburgensis (atrib.; para 53 partes independentes instrumentais e vocais) (1682)
- Plaudite tympana (motet) (atrib.; para 53 partes independentes instrumentais e vocais) (1682)
- Applausi festivi di Giove (cantata) (1687)
- Li trofei della fede cattolica (cantata) (1687)
- Alessandro in Pietra (ópera) (1689)
- Chi la dura la vince (ópera) (c.1690)
- Requiem em lá (c.1690)
- Requiem em fá menor (c.1692)
- Missa Bruxellensis (para 23 partes independentes instrumentais e vocais) (c.1696)
- Missa Sancti Henrici (1697)
- Trattenimento musicale del'ossequio di Salisburgo (cantata) (1699)

## Discografia
- Requiem à 15; Vesperae à 32 - Els Bongers, Anne Grimm, Kai Wessel, Peter de Groot, Marcel Reyans, Simon Davies, René Steur, Kees-Jan de Koning, Amsterdam Baroque Orchestra & Choir, Ton Koopman (Erato Records, France 1994)[5]
- Missa Bruxellensis – Jordi Savall, Le Concert des Nations, La Capella Reial de Catalunya (Alia Vox 9808)[6]
- Battalia à 10; Requiem à 15– Jordi Savall, La Capella Reial de Catalunya, Le Concert des Nations (Alia Vox 9825)[7]
- Sonata Representativa for violin & continuo in A major, The Zarjaz, La Leggenda Del Block, Editio Seconda, Traite Pour Marbre Neon Harpe Et Voix (Basilcia Records BA 005)
- Mensa sonora and Sonata representativa, Reinhard Goebel, Musica Antiqua Köln – Archiv Produktion (DG 423701)
- The Rosary Sonatas, Richard Egarr, Andrew Manze, Alison McGillivray (Harmonia Mundi - 907321)
- Biber: Passacaglia for Solo Viola, Arranged by Marco Misciagna (Live) - Marco Misciagna, viola (MM08, 2024)[8]